# 마이클 진골드
마이클 진골드(Michael Gingold, 1950년 1월 1일 ~ )는 미국의 저널리스트, 배우, 각본가이다.
미국에서 태어났다.

## 영화
- 스웻샵 (2009년)
- 블러드 쉐드 (2007년)
- 쉐도우:데드 라이엇 (2006년)
- 톡식 어벤저 2 (1989년)
- 사령 전설 (1987년)